# 김제시
김제시(金堤市)는 대한민국 전북특별자치도 중서부에 있는 시이다. 북쪽으로는 만경강을 경계로 군산시, 익산시와 접하고, 동쪽으로 전주시, 완주군과 접하며, 남쪽으로는 정읍시, 부안군(동진강이 경계)과 접한다. 김제시는 만경강과 동진강 하구에서 서해와 접하던 해안 도시로, 2015년 들어 행정자치부 중앙분쟁조정위원회의 결정에 따라 새만금 방조제 중 2호 방조제를 관할하게 되었다. 시청 소재지는 서암동이고, 1읍 14면 4행정동을 관할하는 도농복합시이다.
김제시에는 금만평야(金萬平野: 김제·만경 평야)라고 불리는 드넓은 평야가 펼쳐져 있어서 기원 전부터 벼농사가 성했고, 백제 비류왕 때(330년) 축조된 한반도 최대의 고대 수리시설인 벽골제가 있다. 김제시는 1960년에 음력 9월 9일을 '김제시민의 날'로 정하고, 벽골제 쌍룡(雙龍)놀이와 김제 지평선 축제를 매년 10월에 개최하고 있다.

## 역사
| Daedongyeojido (Gyujanggak) 17-05.jpg | Daedongyeojido (Gyujanggak) 17-04.jpg |
|                                       |                                       |

- 1895년 6월 23일(음력 윤5월 1일) : 전주부 김제군[6]
- 1896년 8월 4일 : 전라북도 김제군[7]
- 1914년 4월 1일 : 김제군, 만경군, 금구군이 김제군으로 통합하였다.[8]
- 1931년 11월 1일 : 김제면이 김제읍으로 승격하였다.[9]
- 1935년 3월 1일 : 하리면·초처면이 봉남면으로 합면하고, 쌍감면이 황산면으로, 수류면이 금산면으로 개칭하고, 전주군 우림면 청도리가 금산면에 편입되었다.(1읍 15면)[10][11]
- 1949년 : 진봉면을 분면하여 광활면이 신설되었다. (1읍 16면)
- 1989년 1월 1일 : 김제군 김제읍·월촌면 일원과 백산면 하리·흥사리·상동리, 황산면 난봉리·황산리·오정리, 봉남면 월성리를 관할로 김제시가 설치되었다.(김제시: 7행정동, 김제군: 15면)[12]

| 김제시 행정동 설치 전후 행정구역             |                      |
| 구 행정구역 (법정리)                         | 신 행정구역 (행정동) |
| 김제읍 요촌리                                | 김제시 요촌동        |
| 김제읍 교동리, 옥산리, 갈공리, 월촌면 복죽리 | 김제시 교동          |
| 김제읍 서암리, 신곡리, 백산면 하리, 흥사리   | 김제시 서흥동        |
| 김제읍 용동리, 신풍리                        | 김제시 신풍동        |
| 김제읍 검산리, 백학리, 순동리, 백산면 상동리 | 김제시 검산동        |
| 월촌면 일원(복죽리 제외)                     | 김제시 월촌동        |
| 봉남면 월성리, 황산면 난봉리, 황산리, 오정리 | 김제시 봉황동        |
- 1990년 8월 1일 : 김제군 봉남면 도장리·서정리·양전리를 김제시 봉황동에 편입하였다.
- 1994년 12월 26일 : 김제군 백구면 도덕리·강흥리·도도리와 용지면 남정리가 전주시에 편입되고, 용지면 금평리가 완주군 이서면에 편입되었다.[13][14]
- 1995년 1월 1일 : 김제시와 김제군이 통합하여 도농복합시인 김제시가 되었다.(15면 7행정동)[15]
- 1995년 3월 2일 : 만경면이 만경읍으로 승격하였다.(1읍 14면 7행정동)[16]
- 1998년 9월 26일 : 김제시의 과소행정동을 통폐합하였다. 요촌동·서흥동을 요촌동으로, 교동·월촌동을 교동월촌동으로, 신풍동·봉황동을 신풍동으로 합동하였다.(1읍 14면 4행정동)[17]
- 2011년 12월 26일 : 교동월촌동을 교월동으로 개칭하였다.[18]
- 2015년 11월 13일 : 새만금 2호 방조제의 행정구역이 김제시로 결정 공고 되었다.[5]
- 2016년 6월 16일 : 새만금 2호 방조제 1,688,883.2 m²(32필지)를 김제시 진봉면 심포리에 편입하였다.[19][20]
- 2024년 1월 18일: 법률 제19430호로 전라북도 김제시에서 전북특별자치도 김제시로 개편되었다.

## 행정 구역
김제시의 행정 구역은 1읍, 14면, 4행정동으로 구성되어 있다. 면적은 546.45 km2(새만금 2호 방조제 포함)이며, 인구는 2019년 12월 말 주민등록 기준으로 8만3895 명, 4만1850 가구이다.
| 읍면동 | 한자   | 면적 (km2) | 인구   | 세대   | 행정구역도 |
| ------ | ------ | ---------- | ------ | ------ | ---------- |
| 만경읍 | 萬頃邑 | 23.90      | 2,725  | 1,524  |            |
| 죽산면 | 竹山面 | 36.80      | 2,584  | 1,444  |            |
| 백산면 | 白山面 | 29.31      | 2,578  | 1,430  |            |
| 용지면 | 龍池面 | 34.90      | 3,771  | 1,971  |            |
| 백구면 | 白鷗面 | 21.93      | 3,933  | 2,014  |            |
| 부량면 | 扶梁面 | 20.10      | 1,370  | 728    |            |
| 공덕면 | 孔德面 | 29.23      | 2,596  | 1,367  |            |
| 청하면 | 靑蝦面 | 19.70      | 1,811  | 961    |            |
| 성덕면 | 聖德面 | 22.22      | 1,878  | 1,055  |            |
| 진봉면 | 進鳳面 | 48.79      | 2,746  | 1,565  |            |
| 금구면 | 金溝面 | 42.55      | 5,008  | 2,539  |            |
| 봉남면 | 鳳南面 | 23.73      | 2,254  | 1,300  |            |
| 황산면 | 凰山面 | 18.15      | 1,945  | 1,053  |            |
| 금산면 | 金山面 | 66.78      | 4,732  | 2,644  |            |
| 광활면 | 廣活面 | 32.14      | 1,374  | 733    |            |
| 요촌동 | 堯村洞 | 11.06      | 11,314 | 5,383  |            |
| 신풍동 | 新豊洞 | 23.00      | 12,958 | 5,865  |            |
| 검산동 | 劒山洞 | 14.23      | 11,673 | 5,081  |            |
| 교월동 | 校月洞 | 27.93      | 6,645  | 3,193  |            |
| 김제시 | 金堤市 | 546.45     | 83,895 | 41,850 |            |

* 인구·세대는 2019년 12월 31일 주민등록 기준

## 인구
- 김제시의 연도별 인구 추이[23]

| 연도   | 총인구    |  | 비고                           | 비고                           |
| ------ | --------- |  | ------------------------------ | ------------------------------ |
| 1949년 | 208,802명 |  | 김제군                         | 김제군                         |
| 1955년 | 211,260명 |  | 김제군                         | 김제군                         |
| 1960년 | 234,187명 |  | 김제군                         | 김제군                         |
| 1966년 | 254,999명 |  | 김제군                         | 김제군                         |
| 1970년 | 228,749명 |  | 김제군                         | 김제군                         |
| 1975년 | 221,414명 |  | 김제군                         | 김제군                         |
| 1980년 | 193,188명 |  | 김제군                         | 김제군                         |
| 1985년 | 170,990명 |  | 김제군                         | 김제군                         |
| 1990년 | 149,791명 |  | 김제시(55,138), 김제군(94,653) | 김제시(55,138), 김제군(94,653) |
| 1995년 | 115,427명 |  | 외국인: 20                     | 김제시                         |
| 2000년 | 102,589명 |  | 외국인: 161 (0.2%)             | 김제시                         |
| 2005년 | 90,652명  |  | 외국인: 276 (0.3%)             | 김제시                         |
| 2010년 | 83,302명  |  | 외국인: 563 (0.7%)             | 김제시                         |
| 2015년 | 84,269명  |  | 외국인: 2,133 (2.5%)           | 김제시                         |
| 2020년 | 82,450명  |  | 외국인: 2,748 (3.4%)           | 김제시                         |

## 새만금

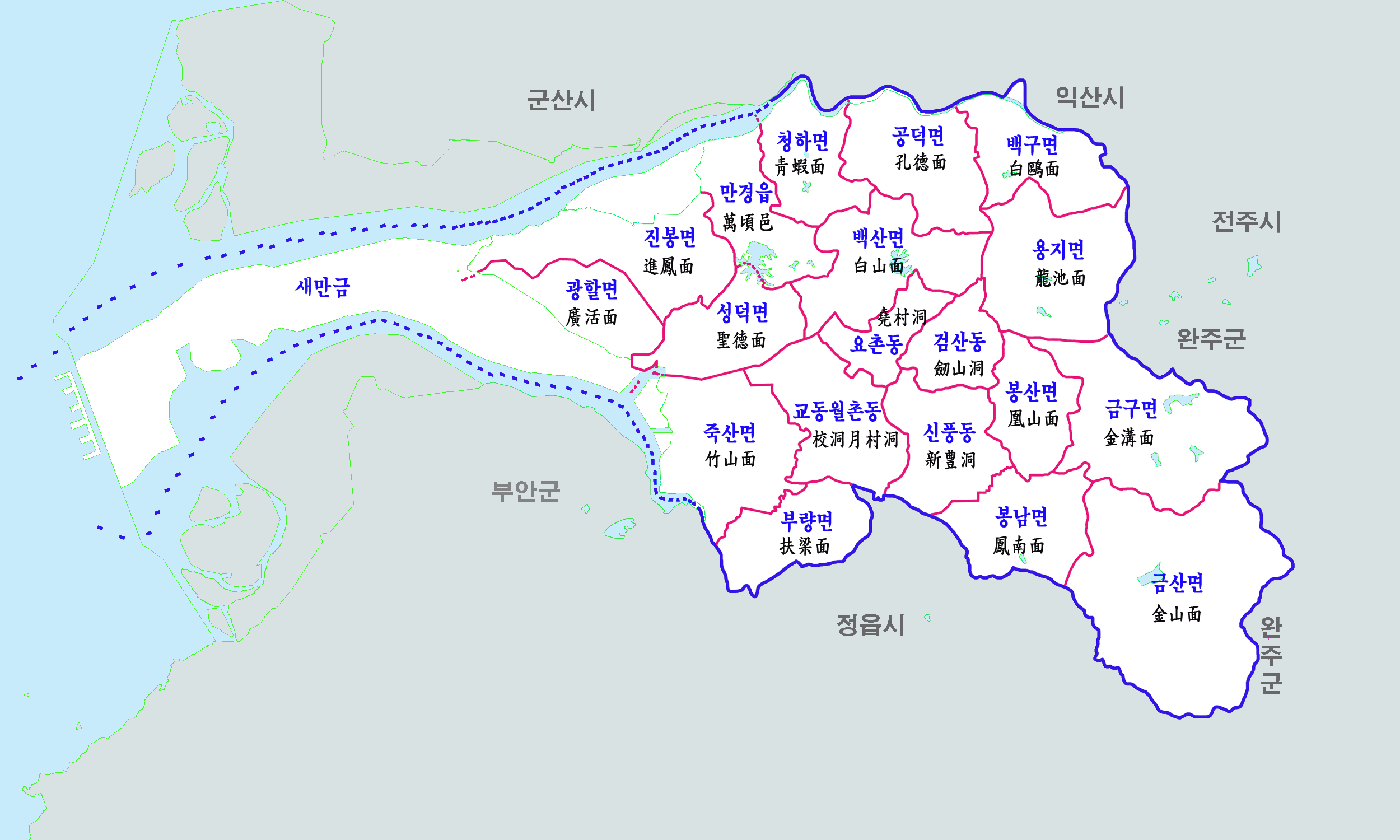
새만금 사업 이후의 김제시

김제시는 2015년 10월 26일 행정자치부 중앙분쟁조정위원회의 결정과 같은 해 11월 13일의 공고에 따라 새만금 방조제 중 2호 방조제를 관할하게 되었고, 이에 따라 새만금항 등 새만금 신도시의 중심부가 위치하게 될, 동진강과 만경강 사이의 150여 km2가 김제시의 행정구역으로 편입될 것으로 예상된다.

## 교통
- 서김제 나들목에서 서해안고속도로를, 김제 나들목과 금산사 나들목에서 호남고속도로를 이용할 수 있다.
- 김제역은 호남선의 철도역으로 신풍동에 있다.
- 김제공항의 건설이 계획되었으나 전라북도 내 시민단체들과 지역 주민들의 건설반대운동으로 취소되었다.
- 심포항 등의 항구가 있었으나 새만금 방조제에 막혀 호수가 되면서 없어지게 되었다.

### 버스

#### 시외버스
- 김제종합버스터미널

## 교육 기관
- 폴리텍대학

|  | - 한국폴리텍V대학 전북캠퍼스 |

- 고등학교

|  | - 김제고등학교 - 김제서고등학교 - 김제여자고등학교 - 지평선고등학교 | - 김제자영고등학교 - 덕암고등학교 - 덕암정보고등학교 | - 동국대학교 사범대학 부속 금산고등학교 - 만경고등학교 - 만경여자고등학교 |

- 중학교

|  | - 금구중학교 - 금성중학교 - 김제중앙중학교 - 김제중학교 | - 덕암중학교 - 동국대학교 사범대학 부속 금산중학교 - 만경여자중학교 - 만경중학교 | - 봉남중학교 - 용지중학교 - 지평선중학교 - 청하중학교 | - 한들중학교 |

## 대형마트
- 홈플러스 김제점

## 지역 기업 및 업체, 단체
- 로얄캐닌 김제공장
- ㈜서주 공장
- 동행세상 (유기동물 보호센터)

## 문화

### 축제
- 김제 지평선 축제
- 모악산 뮤직페스티벌
- 하소백련축제
- 광활 햇감자축제
- 남포들녁보리문화축제
- 추억의 보리밭축제

## 자매 도시
- 대한민국 강원도 동해시 (1999년 4월 27일)
- 대한민국 경상북도 구미시 (1998년 12월 2일)
- 대한민국 서울특별시 은평구 (2013년 9월 24일)
- 대한민국 전라남도 완도군 (2017년 4월 24일)
- 중국 장쑤성 난퉁시 (1997년 10월 22일)
- 일본 구마모토현 기쿠치시 (1985년 4월 1일)

### 우호 도시
- 대한민국 부산광역시 영도구 (2016년 6월 2일)

## 같이 보기
- 대한민국의 설치순 도시 목록